# Resolució 2408 del Consell de Seguretat de les Nacions Unides
La Resolució 2408 del Consell de Seguretat de les Nacions Unides fou adoptada per unanimitat el 27 de març de 2018. Després de recordar la Resolució 2158 (2014) sobre Somàlia, el Consell va ampliar de la Missió d'Assistència de les Nacions Unides a Somàlia (UNSOM) fins al 31 de març de 2019.
El Consell va subratllar la importància del suport de la UNSOM al procés polític liderat pel Govern Federal de Somàlia, i va demanar que continués donant suport als esforços del govern per combatre l'extremisme violent i reforçar la seva capacitat per combatre el terrorisme. També va condemnar els darrers atacs d'Al-Xabab, i va expressar profunda preocupació per la presència de grups vinculats a Estat Islàmic.